# شك صحي
شركة الشك الصحية هي منظمة غير ربحية، هدفها الرئيسي هو ’’تحسين الصحة عن طريق الحد من الضرر الناجم عن الترويج للعقاقير المضللة."
تأسست منظمة الشك الصحي في عام 1983 باسم اللوبي الطبي للتسويق المناسب. بدأها من قبل طالب الطب الأسترالي،((بيتر آر مانسفليد))، الذي خطرت له فكرة المنظمة خلال سنته الانتخابية الأخيرة في بنغلادش عام 1982. ركز اللوبي الطبي للتسويق المناسب في البداية على تنظيم حملات ضد ممارسة التسويق المشكوك فيه في البلدان النامية. وشمل ذلك الترويج لمنشطات الشهية والمقويات والستيرويدات الابتنائية لآباء الأطفال الذين يعانون من سوء التغذية. تم تصميم اللوبي الطبي للتسويق المناسب على غرار منظمة العفو الدولية وكتب رسائل مفتوحة إلى المقار الدولية لشركات الأدوية تستجوبهم حول إعلانات محددة. تم توقيع رسائل اللوبي الطبي للتسويق المناسب من قبل المؤيدين في جميع أنحاء العالم وساهمت في العديد من التحسينات في تسويق الأدوية وتمت إزالة العديد من المنتجات من السوق وتغيير العديد من المطالبات الإعلانية. أبلغ اللوبي الطبي للتسويق المناسب عن أكثر من450 انتهاكاً مزعوماً لقواعد السلوك الطوعي لصناعة المخدرات في عام 1987، وتساءل أيضاً عن إعلانات المخدرات في أستراليا خلال الفترة من 1993إلى 1997 بتمويل من الحكومة الفيدرالية الأسترالية.
في عام 2001، تم تغير اسم المنظمة إلى “الشك الصحي’’ واتسع نطاق عملها ليشمل البحث والتعليم والدعوة حول الترويج المضلل للأدوية في جميع البلدان. وقد ركزت مؤخراً على زيادة وعي المهنيين الصحيين بتأثير تقنيات التسويق على قرارتهم، والعوامل النفسية التي تجعلهم عرضة لهذا التأثير.